# 중국어파
중국어파(中國語派, 중국어 간체자: 汉语族, 영어: Sinitic languages)는 티베트버마어파와 함께 중국티베트어족의 한 어파이다. 보통 상고한어에서 유래한 언어로 정의된다.
본래 "Sinitic"이라는 표현은 중국어의 방언을 각각 언어로 보고 어군으로서 가리키는 용어였으나, 최근 바이어 등 일부 언어가 중국 제어와 별개로 상고한어에서 갈라져 나왔다는 가설(바이어군)이 제시됨에 따라 이들을 포함하는 언어학적 용어로써도 쓰이고 있다.

## 분류

### 바이어군
- 바이어군?
  - 바이어 (白語)
  - 와샹어 (瓦鄕話)
  - 차이룽어군?
    - 차이자어 (蔡家話)
    - 룽자어 (龍家語)
    - 루런어 (盧人語)

### 중국어
- 중국어
  - 파촉어?
  - 중세 중국어에서 유래
    - 관화(官話)
      - 표준 중국어
      - 둥간어(東干語)

    - 진어(晉語)
    - 오어(吳語)
      - 상해어

    - 후이어(徽語)
    - 월어(粵語)
      - 광동어

    - 평어(平語)
    - 샹어(湘語)
    - 객가어(客家語)
    - 감어(贛語)

  - 민어(閩語)
    - 민남어(閩南語)
      - 장주어(漳州語)
      - 천주어(泉州語)
      - 하문어(廈門語)
      - 대만어(臺灣語)
      - 조주어(潮州語)
      - 해남어(海南語)

    - 민북어(閩北語)
    - 민동어(閩東語)
    - 민중어(閩中語)
    - 보선어(莆仙語)

## 같이 보기
- 중국어의 방언
- 티베트버마어파